# Роберт Кишерловски
Роберт Кишерловски (хрв. Robert Kišerlovski; рођен 9. августа 1986) је хрватски професионални бициклиста. Највећи успех му је десето место на Ђиро ди Италија 2010. и 2014. године.

## Награде и успеси
- 2007.

1. место - Гран премио дел Палио Речјоти
- 2008

3. укупно, Тур оф Словенија
- 2010

1. Ђиро дела Апенино
10. укупно, Ђиро д’Италија
- 2011.

6. укупно, Ђиро дел Трентино
7. укупно, Ђиро ди Сардења
7. Класик Сард
- 2012

5 место на Флеш Валону
7. место на Вуелта а Каталуњи
9. место на Париз—Ници
- 2013

1. на националном шампионату Хрватске
- 2014

7. место на Тирено—Адријатику
10 место на Вуелта а Каталуњи
10 место на Ђиро ди Италија